# Mil Mi-26
Mil Mi-26 (V kódu NATO „Halo“) je sovětský, resp. ruský super těžký transportní vrtulník z konce 70. let 20. století. Jedná se o nejtěžší, největší a nejvýkonnější sériově vyráběný vrtulník. Tento vrtulník byl zkonstruován na základě požadavku letectva SSSR na těžký víceúčelový transportní vrtulník. Vznikl kompletním přepracováním základní konstrukce vrtulníku Mi-6, kdy byl rozšířen trup, zesílená strukturální pevnost, přepracován ocas a stroj byl následně osazen výkonnějšími motory D-136, každý o výkonu 8360 kW. První prototyp stroje vzlétl 14. prosince 1977. Do výzbroje sovětské armády se dostal až roku 1983.
Vrtulník má rozsáhlý nákladní prostor s kapacitou 80 plně vyzbrojených vojáků nebo 25 000 kg nákladu. Je určen převážně k týlové podpoře, na transport vozidel a dělostřelectva. Stroje se používají také pro civilní účely, například jako dopravní či k hašení požárů.
Během katastrofy v Černobylu v roce 1986 shazovaly vrtulníky Mi-26 tuny písku na rozžhavený reaktor. Tyto stroje se však osvědčily při vysoké koncentraci radioaktivity jen několik málo dní, přičemž jejich povrch byl pokryt zhruba dvěma centimetry spečeného radioaktivního prachu. Ten se snažili mechanici výrobního závodu Mil odstranit, oba použité stroje ale musely být nakonec zakopány do 10 m hluboké jámy.

## Verze

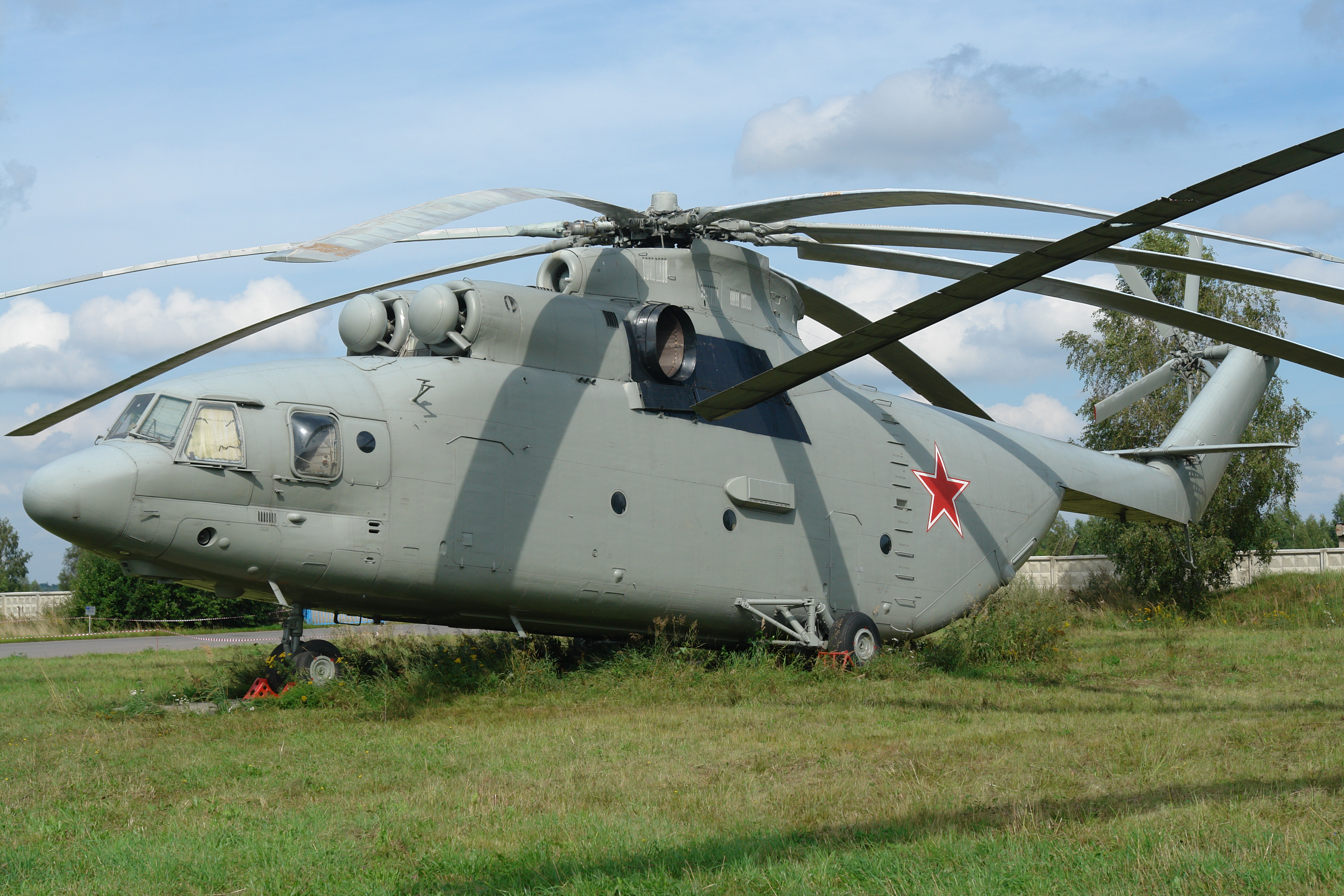
Mil Mi-26 v Ústředním muzeu vojenského letectva v Moninu.

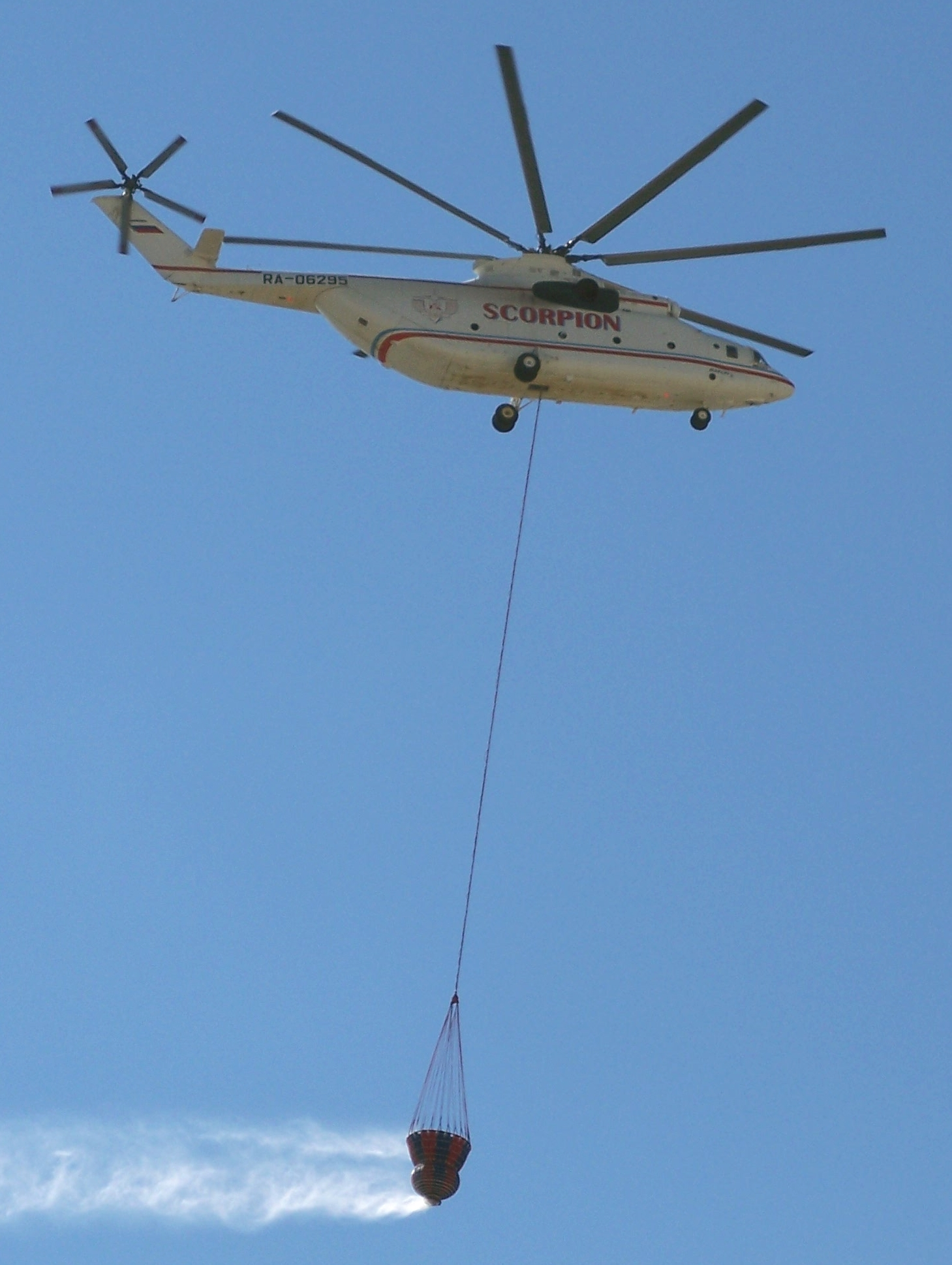
Mil Mi-26TC při protipožárním zásahu nad Aténami.

- Mi-26MS – verze pro přepravu zraněných
- Mi-26T – verze pro nákladní přepravu
- Mi-26TZ – verze pro přepravu pohonných hmot
- Mi-26 Halo-A – vojenská verze
- Mi-26P – civilní 63místná verze pro přepravu osob
- Mi-26PK – létající jeřáb

## Uživatelé
- Bělorusko
- Indie
- Indonésie
- Kazachstán
- Laos
- Mexiko
- Peru
- Rusko
- Ukrajina
- Indie
- Severní Korea
- Venezuela
- Řecko

## Specifikace
Zpracováno na základě publikace Jane's All The World's Aircraft 2003–2004.

### Technické údaje
- Posádka: 5 (2 piloti, 1 navigátor, 1 inženýr, 1 technik)
- Nosnost:
  - 90 vojáků nebo 60 ležících raněných
  - 20 000 kg nákladu
- Délka trupu: 33,72 m
- Délka s rotory: 40,025 m
- Průměr hlavního rotoru: 32,00 m
- Výška: 8,145 m
- Plocha rotoru: 804,25 m²
- Prázdná hmotnost: 28 200 kg
- Vzletová hmotnost: 49 600 kg
- Maximální vzletová hmotnost: 56 000 kg
- Pohonná jednotka: 2× turbohřídelový motor Lotarev D-136, 8 500 kW každý

### Výkony
- Maximální rychlost: 295 km/h
- Cestovní rychlost: 255 km/h
- Dolet: 1 920 km (s přídavnými nádržemi)
- Dostup: 4 600 m